# Premio Nacional de Urbanismo de España
El Premio Nacional de Urbanismo de España es un galardón que, a semejanza del Premio Nacional de Arquitectura se concede anualmente a una obra de urbanismo en España. A diferencia de su hermano mayor, el de Arquitectura, que tiene una larga historia, el de Urbanismo se dejó de conceder y ha vuelto a hacerse desde 2004. Según la convocatoria de ese año: Su objetivo es premiar los trabajos de ordenación urbanística que hayan mejorado las condiciones de vida de los ciudadanos y contribuido a la cohesión social, al desarrollo sostenible del territorio y de las ciudades, a la calidad espacial y estética del medio urbano, y al uso racional de los recursos económicos.
El Premio constaba además de la categoría de Iniciativa periodística en materia de Urbanismo y Ordenación Territorial destinada a destacar los trabajos de difusión, en cualquier medio de comunicación sobre estas temáticas.

## Galardonados
Lista de premiados: 
- 1979 - José Luis García-Grinda, Plan especial de casco histórico de Burgos.[3]
- 1980 - Bartolomé Ruiz González
- 1980 - José Luis Burgos Cid, Plan para Berango[4]
- 1981 - Mariano Bayón, Francisco Pol y José Luis Martín[5]
- 1983 - Salvador Moreno Peralta
- 1985 - Josep María Llop (dir.) Plan Centro Histórico de Lérida.[6] Integrantes del equipo: Roser Amadó, Lluis Domenech.

- 2004 - Jesús Gago Dávila y José María García-Pablos Ripoll, Desarrollo urbano de Fuenlabrada, Madrid  y en la categoría de Iniciativa periodística: Maria Rubert de Ventós[7][8]
- 2005 - Consejo Insular de Mallorca, director José María Ezquiaga: Plan Territorial Insular de Menorca y en la categoría de Iniciativa periodística: Josep María Montaner[9]
- 2006 - Sebastiá Jornet i Former, Carles Llop y Joan Enric Pastor por el Plan de Transformación del Barrio de La Mina, en Barcelona  y en la categoría de Iniciativa periodística: desierto.
- 2010 - Proxecto Terra, un proyecto educativo puesto en marcha por el Colegio Oficial de Arquitectos de Galicia.[10]